# Corinne Marchand
Corinne Marchand, al cărei nume real este Denise Marie Renée Marchand, (n. 4 decembrie 1931, Paris, Franța), este o actriță și cântăreață franceză, devenită celebră prin filmul lui Agnès Varda Cleo de la 5 la 7 (1962).

## Biografie
Tânăra blondă Marchand a lucrat pe rol de cântăreață de club și model în anii 1950. Primele roluri de film au urmat în 1954, deși inițial au fost destul de neimportante.
Corinne Marchand a ajuns faimoasă în filmul clasic al lui Agnès Varda, Cleo de la 5 la 7 (1962), în rolul cântăreței de succes Cleo, care așteaptă rezultatele unui test de cancer care îi poate pune viața în pericol și își pune la îndoială modul de viața anterior. Acesta este considerat cel mai important rol de film al ei. În 1962 a primit și Premiul Suzanne Bianchetti pentru cea mai promițătoare actriță franceză a anului. Au urmat și alte roluri principale, de exemplu în spaghetti westernul Arizona Colt (1966) alături de Giuliano Gemma. De atunci ea a preluat prioritar roluri secundare alături de marile vedete, de exemplu ca soția avocatului ucis în filmul cu gangsteri Borsalino (1970), alături de Alain Delon și Jean-Paul Belmondo și ca soția instabilă a lui Marcello Mastroianni în Liza (1972) de Marco Ferreri. A fost văzută ultima dată pe marele ecran în 2017 ca mama personajului principal al lui Kad Merad din comedia La Mélodie.
Pe lângă rolurile sale de film, Marchand a fost prezentă la televiziune din anii 1960 până în noul mileniu, de exemplu în Inspector Navarro, Au théâtre ce soir și într-un rol secundar recurent ca și Colette în Sous le soleil. De-a lungul deceniilor, ea a apărut și pe multe scene de teatru pariziene.

## Filmografie selectivă
- 1954 Cadet Rousselle, regia André Hunebelle : o dansatoare
- 1955 Napoléon, regia Sacha Guitry și Eugène Lourié
- 1955 Le Couteau sous la gorge, regia Jacques Séverac : un client de la cabaret
- 1957 Donnez-moi ma chance, regia Léonide Moguy : Hilda
- 1958 Gigi (Gigi), regia Vincente Minnelli : tânăra cu o umbrelă de soare albă
- 1958 Arrêtez le massacre, regia André Hunebelle : Wanda
- 1961 Lola, regia Jacques Demy : Daisy
- 1962 Cleo de la 5 la 7 (Cléo de 5 à 7), regia Agnès Varda : Cléo [7]
- 1962 Liberté 1, regia Yves Ciampi : Anne
- 1962 Les Sept Péchés capitaux, film de sketchiuri, episodul La Luxure, regia Jacques Demy : fata de pe stradă
- 1963 A trecut o femeie (Nunca pasa nada), regia Juan Antonio Bardem : Jacqueline
- 1964 L'Heure de la vérité, regia Henri Calef : Dahlia
- 1966 Les Sultans, regia Jean Delannoy : Mireille
- 1966 Arizona Colt (Arizona colt), regia Michele Lupo : Jane
- 1966 Le Canard en fer blanc, regia Jacques Poitrenaud : Maria
- 1966 Du mou dans la gâchette (Deux tueurs), regia Louis Grospierre : Valérie
- 1968 La Prisonnière, regia Henri-Georges Clouzot
- 1969 Un trecător în ploaie (Le Passager de la pluie), regia René Clément : Tania
- 1970 Borsalino, regia Jacques Deray : Madame Rinaldi
- 1972 L'Ingénu, regia Norbert Carbonnaux : Élisabeth
- 1972 Liza (Scampolo), regia Marco Ferreri : soția lui Giorgio
- 1972 Voyages avec ma tante (Travels with My Aunt), regia George Cukor : Louise
- 1975 L'Amour aux trousses, regia Jean-Marie Pallardy : Agnès
- 1979 Coup de tête, regia Jean-Jacques Annaud : Madame Sivardière
- 1982 Nestor Burma, détective de choc, regia Jean-Luc Miesch : Clara Nox
- 1984 Louisiane, regia Philippe de Broca : Anne MacGregor
- 1986 Atenție, bandiți! (Attention bandits!), regia Claude Lelouch : Manuchka
- 1988 Le Client, scurt metraj, regia Marc Serhan
- 1993 La Dame blanche, scurt metraj, regia Charles Dubois pentru France 3-Formation : la star
- 1994 Le Parfum d'Yvonne, regia Patrice Leconte : la patronne des Tilleuls
- 1997 Les Palmes de monsieur Schutz, regia Claude Pinoteau : Madame Schutz
- 2005 Innocence, regia Lucile Hadzihalilovic : directoarea
- 2017 La Mélodie, regia Rachid Hami : mama lui Simon